# Arcania: Fall of Setarrif
Arcania: Fall of Setarrif är den officiella fristående expansionen för ArcaniA. Den släpptes den 25 oktober 2011 efter en lång period av tystnad från båda utgivarna och efter att ha försenats i obestämd tid i mars 2011.